# Wanapam
Wanapam (Wanapum, Sokulk), Pleme Shahaptian Indijanaca u području rijeke Columbia između Priest Rapids i ušća Umatille. Wanapami su najsrodniji plemenu Palouse. Njihova rana populacija (1780.) iznosila je oko 1,800 (Mooneyeva procjena 1928.). Među njima postojala su dva ogranka, Wanapam vlastiti i Chimnapum. U novije doba (2000) preostalo ih je oko 50. Pripadali su kulturnom području Platoa. 

## Život i običaji
Wanapami su stanovnici Platoa, i žive u veoma bogatom po lososu. Prema Lewisu i Clarku, losos je temelj njihove ishrane, te je uočio kod njih kao i kod još nekoliko drugih ribarskih skupina uz Columbiju, da imaju veoma loše zube. Kod Wanapama postojao je i običaj deformacije lubanje. U principu vršio se na isti način kao i kod drugih Salishan i Chinookan plemena u području Columbie. Odmah nakon rođenja, malenom djetetu dok su kosti lubanje još bile mekane, na čelo se stavljala drvena daščica koja je stezala djetetovu glavu, tako da je čelo na ovaj način ostalo deformirano u liniji s nosom.

## Washane (Sanjari)
Wanapam poglavica i duhovni vođa Smohalla 1880.-tih godina utemeljuje novu religiju Washane, čiji sljedbenici vjeruju da će bijeli ljudi nestati ako Indijanci ostanu vjerni starim ritualima i načinu života. Ova religija još živi među pripadnicima tamošnjih plemena Yakima, Umatilla, Tenino i Nez Percé.

## Vanjske poveznice
- Wanapum Indians (Wanapam, Sokulks) Arhivirana inačica izvorne stranice od 4. travnja 2012. (Wayback Machine)
- Wanapum  Arhivirana inačica izvorne stranice od 13. svibnja 2008. (Wayback Machine)